# بخش ماد ریور (شهرستان کلارک، اوهایو)
بخش ماد ریور (به انگلیسی: Mad River Township) یک منطقهٔ مسکونی در ایالات متحده آمریکا است که در شهرستان کلارک، اوهایو واقع شده‌است.
 بخش ماد ریور ۸۷٫۹ کیلومتر مربع مساحت و ۱۱٬۱۵۶ نفر جمعیت دارد و ۲۷۵ متر بالاتر از سطح دریا واقع شده‌است.